# Dendrobium phillipsii
Dendrobium phillipsii là một loài thực vật có hoa trong họ Lan. Loài này được Ames & Quisumb. mô tả khoa học đầu tiên năm 1935.